# Bathydoris
Bathydoris is een geslacht van weekdieren uit de klasse van de Gastropoda (slakken).

## Soorten
- Bathydoris abyssorum Bergh, 1884
- Bathydoris aioca Er. Marcus & Ev. Marcus, 1962
- Bathydoris hodgsoni Eliot, 1907
- Bathydoris ingolfiana Bergh, 1899
- Bathydoris japonensis Hamatani & Kubodera, 2010
- Bathydoris spiralis Valdés, 2002

### Nomen dubium
- Bathydoris vitjazi Minichev, 1969

### Synoniemen
- Bathydoris argentina Kaiser, 1980 => Prodoris clavigera (Thiele, 1912)
- Bathydoris browni Evans, 1914 => Bathydoris hodgsoni Eliot, 1907
- Bathydoris clavigera Thiele, 1912 => Prodoris clavigera (Thiele, 1912)
- Bathydoris inflata Eliot, 1907 => Bathydoris hodgsoni Eliot, 1907
- Bathydoris obliquata Odhner, 1934 => Prodoris clavigera (Thiele, 1912)
- Bathydoris patagonica Kaiser, 1980 => Bathydoris hodgsoni Eliot, 1907
- Bathydoris violacea Baranetz, 1993 => Prodoris clavigera (Thiele, 1912)